# Tomaž Žemva
Tomaž Žemva (Kranj, 18 agosto 1973) è un ex biatleta sloveno.
È nipote del fondista Lovro, a sua volta sciatore nordico di alto livello.

## Biografia
Originario di Pokljuka, in Coppa del Mondo ottenne il primo risultato di rilievo il 9 dicembre 1993 a Bad Gastein (96°) e l'unico podio il 9 marzo 1997 a Nagano (3°).
In carriera prese parte a un'edizione dei Giochi olimpici invernali, Nagano 1998 (42° nella sprint, 61° nell'individuale), e a tre dei Campionati mondiali (5º nella gara a squadre a Osrblie 1997 il miglior risultato).

## Palmarès

### Coppa del Mondo
- 1 podio (a squadre[2]):
  - 1 terzo posto